# Impetigo contagiosa
Die Impetigo contagiosa (von lateinisch impetigo, meist ein schuppender oder nässender Hautausschlag‘; von impetere „angreifen“, „anfallen“; und von contagiosus „ansteckend“) ist eine hochinfektiöse bakterielle Hauterkrankung mit einem Häufigkeitsgipfel bei Kindern und Neugeborenen. Synonym werden die Begriffe Impetigo vulgaris, auch „Grindblasen“, „Grindflechte“, „Eitergrind“, „Eiterflechte“, „Borkenflechte“, „Schmierflechte“, „Schleppe“, „Schleppschiss“ oder „Schleppeiter“ verwendet.

## Ursache
Ursache der Infektion sind Bakterien, die sich mit spezifischen Pathogenitätsfaktoren in der Haut ausbreiten und Gewebe zerstören können. Sowohl bei der großblasigen Form (bullöse Impetigo) als auch bei der kleinblasigen Form ist überwiegend Staphylococcus aureus anzutreffen. Bei beiden Formen, vor allem aber der kleinblasigen Form, kann nicht selten auch Streptococcus pyogenes (Streptokokken der Gruppe A) Auslöser der Hauterkrankung sein. Außerdem sind Mischinfektionen möglich.
Am häufigsten sind Kinder betroffen, da sich die Erkrankung durch Schmierinfektion in Gemeinschaftseinrichtungen (Schulen, Kindergärten) oder unter Geschwistern epidemieartig ausbreiten kann. Erwachsene erkranken, häufig nur wenn eine Durchblutungsstörung (Bluthochdruck, Diabetes) oder eine Herzerkrankungen (Herzinsuffizenz, Herzrhythmusstörungen, usw.) vorliegt, da deshalb die normale Durchblutung eh schon gestört ist und kein zirkulärer Blutkreislauf mehr gewährleistet ist, dadurch können die Bakterien nicht eingedämmt werden und aus dem Körper heraus transportiert werden. Eine Impetigo wird jedoch auch in allen anderen Altersgruppen beobachtet, besonders auch bei Patienten mit atopischem Ekzem, da durch Mikrotraumen beim Kratzen der Haut die Erreger sehr leicht in tiefe Hautschichten eindringen können.

## Erkrankungsbild

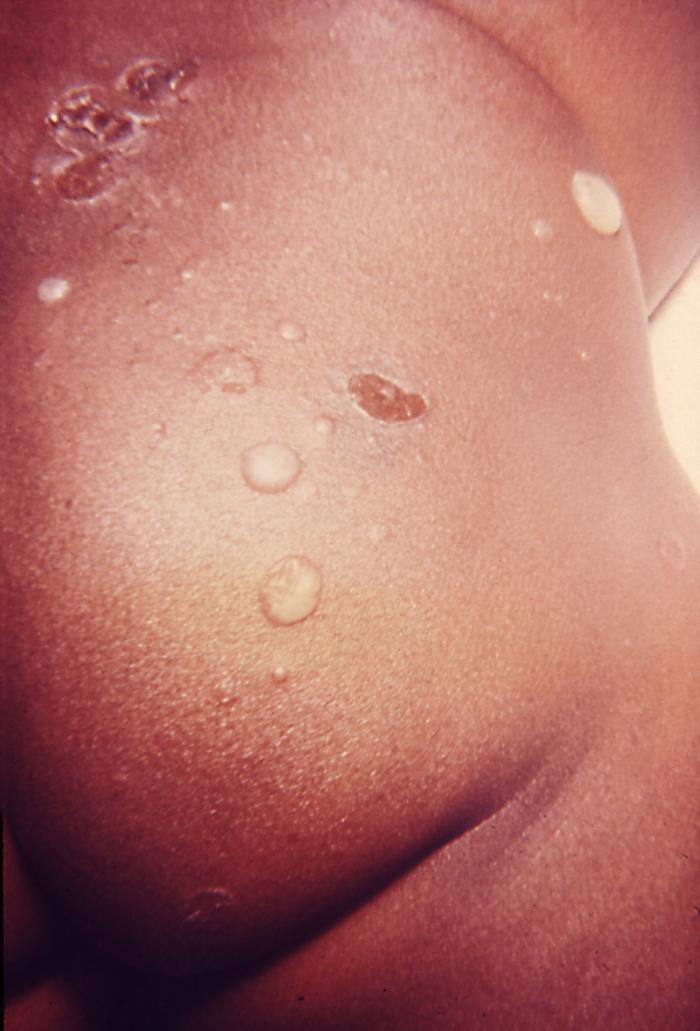
Typische Blasen und eingetrocknete Krusten bei einem Patienten mit Impetigo contagiosa

Grundsätzlich wird zwischen einer kleinblasigen und einer großblasigen Variante der Impetigo contagiosa unterschieden. Beide Formen beginnen überwiegend im Gesicht zunächst mit roten Flecken (Makulae), die rasch in mit wasserklarer Flüssigkeit gefüllte Bläschen übergehen. Die Bläschen sind jeweils von einem schmalen Entzündungshof umgeben.

### Kleinblasige Impetigo contagiosa
Bei der kleinblasigen Impetigo contagiosa sind die Bläschen häufig nicht zu sehen. Die Wände der Bläschen sind sehr dünn, so dass sie schnell platzen. Der Blasengrund ist durch Exsudation stark nässend. Trocknet die Flüssigkeit, bilden sich charakteristische honiggelbe Krusten auf gerötetem Untergrund.

### Großblasige Impetigo contagiosa
Bei der großblasigen Impetigo contagiosa sind zahlreiche Bläschen vorhanden. Sie sind zunächst ebenfalls mit wasserklarer Flüssigkeit gefüllt, die aber im Verlauf zunächst weißlich-grau und dann rahmig-eitrig eintrübt. Bei Platzen oder Aufkratzen der Bläschen entstehen gerötete, erodierte Flächen, die feucht glänzen. Im Gegensatz zur kleinblasigen Impetigo contagiosa bilden sich kaum stärkere Verkrustungen.

## Therapie
Laut derzeitigen Behandlungsleitlinien der Deutschen Dermatologischen Gesellschaft ist eine systemische Antibiotikatherapie in ernsten Fällen vorgesehen.
Hygienische Maßnahmen haben einen wichtigen Stellenwert bei der Behandlung: Die Vermeidung des Kratzens der betroffenen Hautstellen, regelmäßiges Händewaschen sowie regelmäßiges heißes Waschen der am Körper anliegenden Bekleidung und der Handtücher dämmen die Infektion ein und verhindern weitere Ansteckungen. Die Fingernägel der Betroffenen sollten kurzgeschnitten werden, damit die Möglichkeit des Kratzens und somit einer Weiterverbreitung reduziert wird. Das Verbinden bzw. Abdecken und Vermeiden von Kratzen fördert die spontane Heilungstendenz der Erkrankung.
Die Lokaltherapie kann mit antibiotikahaltigen Salben (Fusidinsäure, Mupirocin, Retapamulin) unterstützt werden.  Desinfizierende Lösungen, Bäder und Umschläge können ergänzend eingesetzt werden. Nur fortgeschrittene Fälle machen eine systemische Behandlung mit Antibiotika (z. B. mit Cephalosporinen) erforderlich.

## Verlauf
Die Inkubationszeit  beträgt zwischen zwei und zehn Tagen, unter Umständen auch länger. Die Erkrankung ist so lange infektiös, bis die offenen, eitrigen Hautstellen abgeheilt sind.
Bei konsequent angewandter Therapie heilt die Impetigo contagiosa in der Regel folgenlos aus. Die Hautschuppen und -krusten lösen sich von der gesunden Haut, so dass sie entweder abfallen oder von Hand entfernt werden können. Selten greifen die Erreger auf tiefere Hautschichten über und verursachen Nagelbett-, Nagelfalzentzündungen oder Abszesse. Gemeinschaftseinrichtungen wie Kindergärten oder Schulen dürfen vom Patienten erst nach Abheilen der infizierten Hautstellen wieder besucht werden.
Bei etwa 5 % der Patienten tritt nach dem Infekt (nur bei der kleinblasigen Form) eine Entzündungsreaktion der Niere auf (Poststreptokokken-Glomerulonephritis). Diese heilt meistens folgenlos aus.

## Rechtliche Anmerkungen
Wegen der Ansteckungsgefahr sei darauf hingewiesen, dass eine Behandlung der Impetigo contagiosa in Deutschland laut § 24 Infektionsschutzgesetz (IfSG) i. V. m. § 34 Abs. 1 IfSG „insoweit im Rahmen der berufsmäßigen Ausübung der Heilkunde nur Ärzten gestattet ist“, was bedeutet, dass Heilpraktiker oder andere Gesundheitsberufe eine Behandlung nicht durchführen dürfen.
Außerdem bestehen besondere Regeln für Erkrankte in Gemeinschaftseinrichtungen laut § 34 IfSG, um eine Verbreitung zu verhindern. Die Leitungen von Gemeinschaftseinrichtungen haben nach Absatz 6 in Verbindung mit Absatz 1 das zuständige Gesundheitsamt unverzüglich zu benachrichtigen, wenn in ihrer Einrichtung betreute Personen oder Beschäftigte an Impetigo contagiosa (ansteckende Borkenflechte) erkrankt oder dessen verdächtig sind.
Impetigo contagiosa ist keine meldepflichtige Krankheit im Sinne des § 6 IfSG.

## Abbildungen

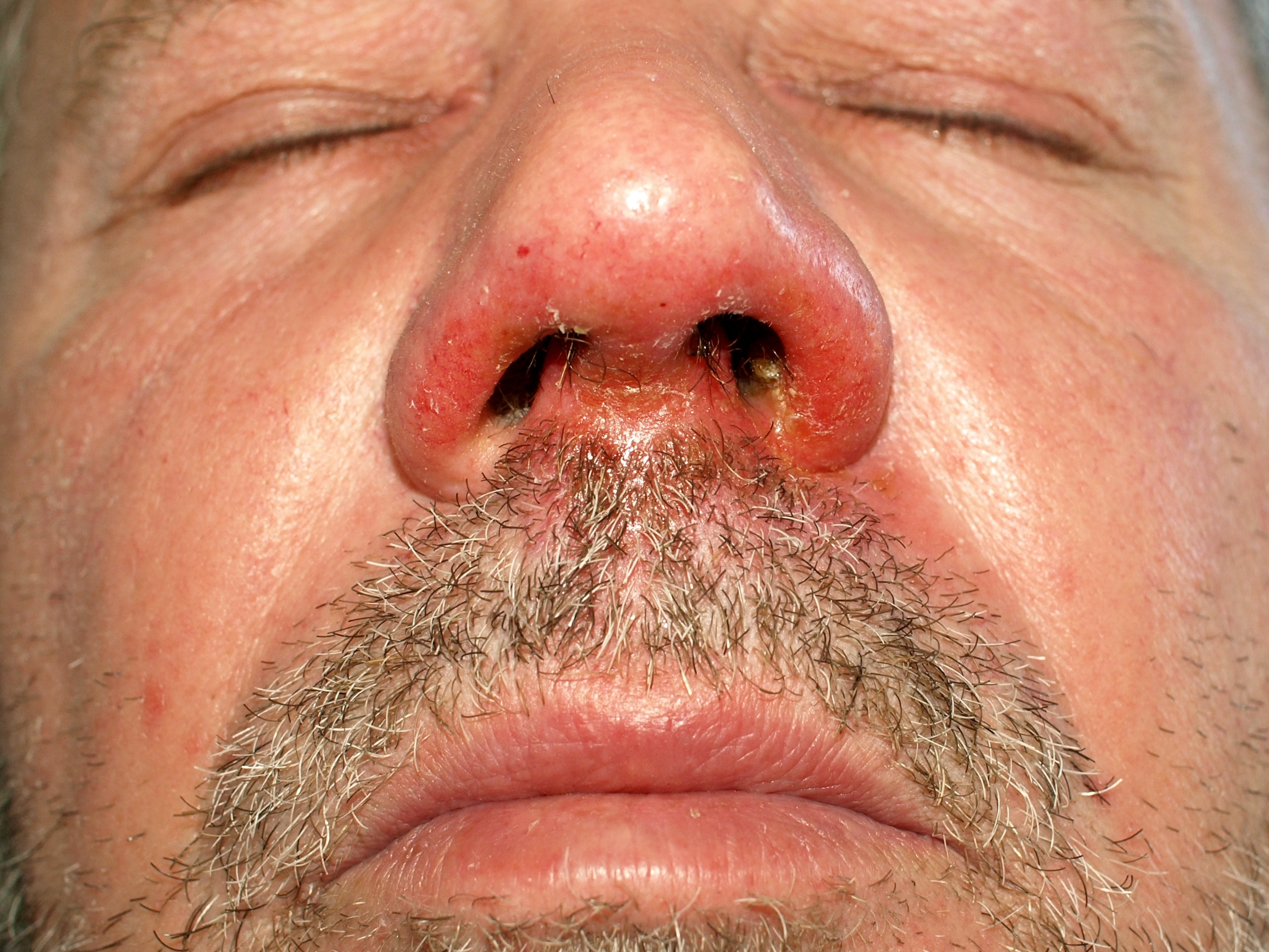
Staphylokokkeninfektion (Impetigo) der Nase
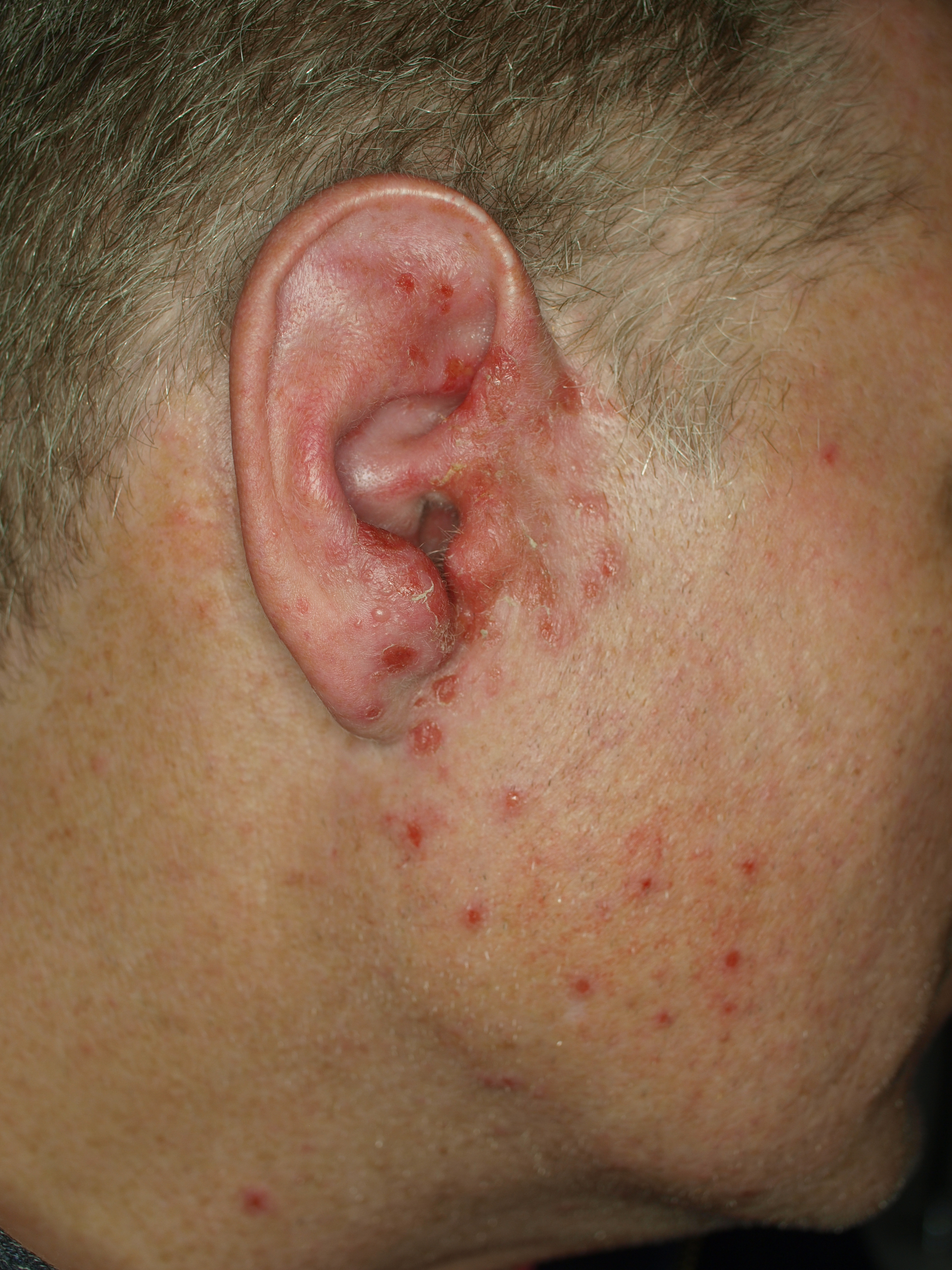
Staphylokokkeninfektion der Ohrmuschel
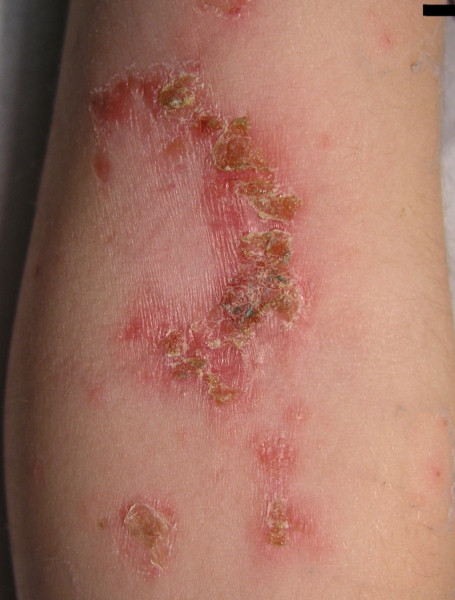
Eingetrocknete Impetigoblasen
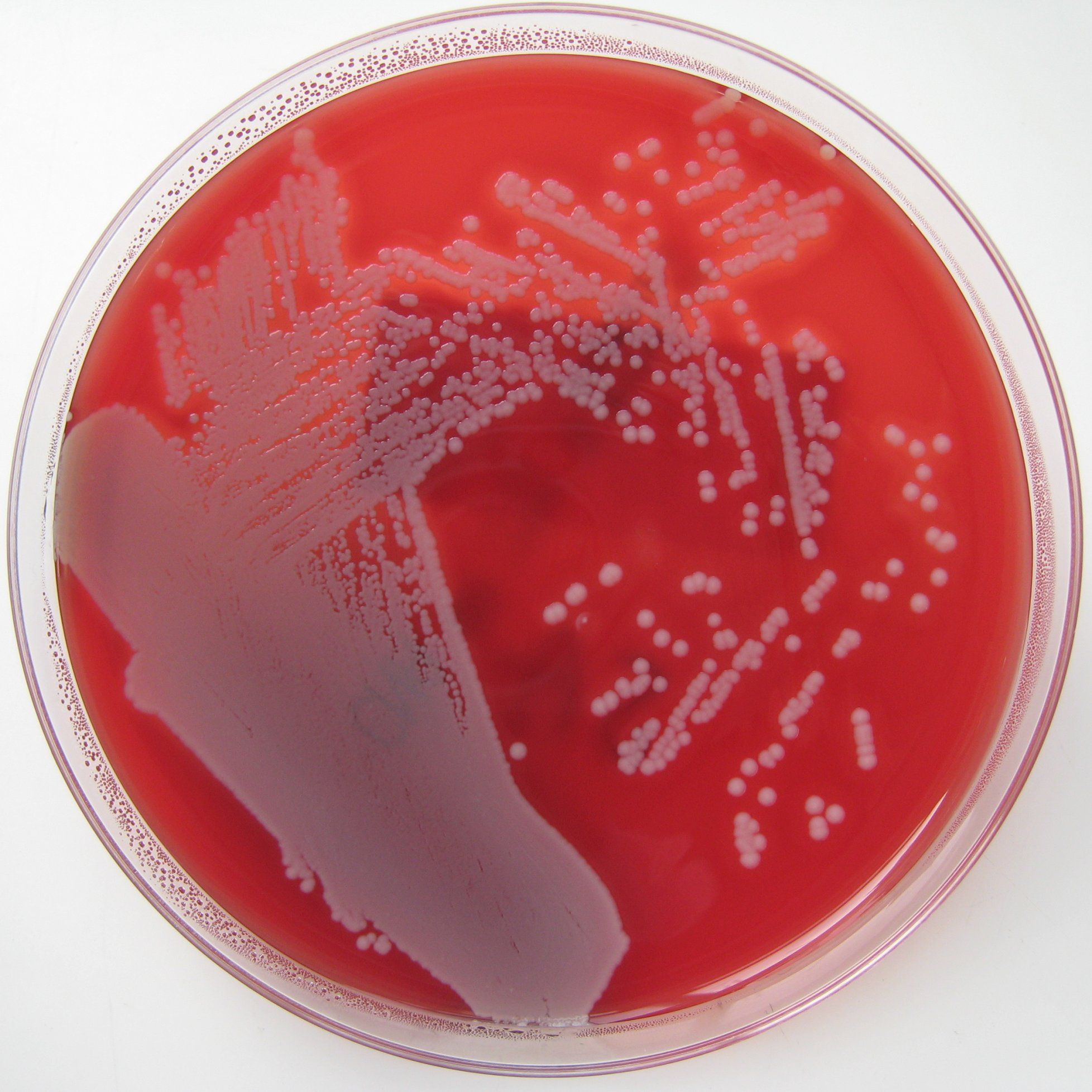
Staphylokokken auf einem Nährboden
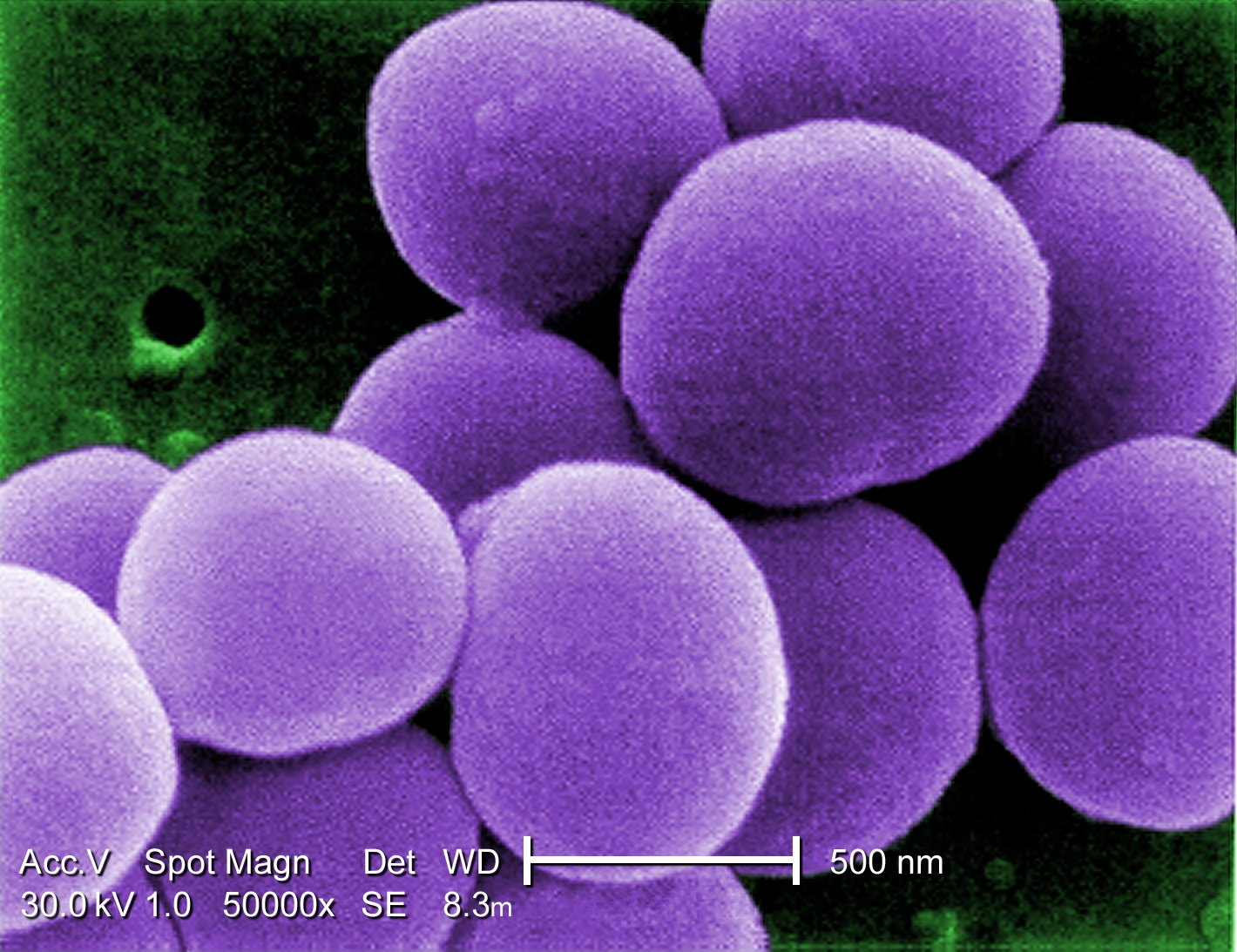
Staphylokokken unter dem Elektronenmikroskop